# Leon (Oklahoma)
Leon – miasto w Stanach Zjednoczonych, w stanie Oklahoma, w hrabstwie Love.